# María del Mar García Puig
María del Mar García Puig, més coneguda com a Mar García Puig (Barcelona, 28 d'agost de 1977) és una filòloga, escriptora i política catalana. És diputada al Congrés dels Diputats per Barcelona d'ençà de l'XI legislatura el 2016.
Llicenciada en filologia anglesa i màster en ciència cognitiva i llenguatge, ha cursat estudis de postgrau en literatura i edició a la Universitat de Dublín i a la Universitat Stanford. Treballa com a editora literària. S'incorpora als Cercles Feministes de Podem des dels seus inicis i forma part del Consell Ciutadà Municipal de Barcelona de Podem. Col·laborà en la candidatura de Barcelona en Comú a les eleccions municipals espanyoles de 2015. Fou escollida diputada dins la llista de Barcelona d'En Comú Podem a les eleccions generals espanyoles de 2015 i 2016.
El 23 de març del 2023 va publicar la seva primera novel·la de ficció domèstica: La història dels vertebrats.

## Obres
- La història dels vertebrats (2023), Editorial La Magrana, 2023, 320 p., ISBN 9788419013385